# Guildo Horn
Guildo Horn (født 14. februar 1963 i Trier) er en tysk sanger, som havde en debut
i Eurovision Song Contest 1998 med nummeret Guildo hat euch lieb, som blev komponeret af tv-vært og komiker Stefan Raab (under pseudonymet Alf Igel). Sangen endte med 74 point.